# Segunda Igreja Presbiteriana de Goiânia
A Segunda Igreja Presbiteriana de Goiânia (SIPG) é uma igreja federada da Igreja Presbiteriana do Brasil, sob a e jurisdição do Presbitério Oeste de Goiânia e Sínodo Brasil Central. É uma das mais antigas construções do atual Setor Centro Oeste em Goiânia, conhecido na época da fundação como Vila Operária. É a segunda igreja presbiteriana mais antiga no município e contribui diretamente para formação outras 4 igrejas e 2 congregações em Goiânia. Situa-se na Rua Dr. Inácio Zacarias Pereira, número 66, quadra 13, Setor Centro Oeste, Goiânia.

## História

### Início
A partir da década de 1950 a Primeira Igreja Presbiteriana de Goiânia começou a operar classes da Escola Dominical em diferentes setores da cidade, uma delas no Setor Campinas (Goiás) (atualmente bairro de Goiânia) objetivando ali fundar uma congregação presbiteriana.   
Posteriormente o trabalho passou a funcionar na Avenida 24 de Outubro, número 708, até transferir-se para a Vila Operária, atual localização da igreja no Setor Centro Oeste. 

### Construção do edifício
Em 7 de agosto de 1960 a Mesa diretora, convocou a congregação para ouvir e aprovar sobre o projeto de construção de um edifício provisório, em um terreno  situado na Av. 24 de Outubro, no Setor Campinas.
No dia 14 do mesmo mês a Assembleia aprovou a construção provisória da nova congregação de 8 metros de largura e 15 metros de comprimento. Esse fato deu origem futuramente a Igreja Presbiteriana de Campinas. 

### Organização
A igreja organizou-se eclesiasticamente sob o nome de Igreja Presbiteriana de Vila Operária em 14 de janeiro de 1961, com 90 comungantes e 47 não-comungantes. 
A Comissão do Presbitério de Goiás, designada para a organização da a igreja compôs-se pelo presidente: o Rev. Saulo Afonso de Miranda; relator: o Rev. Augusto José de Araújo; e como membros: o Rev. Abmael Etz Rodrigues; o Presb. Lourival Pinto Bandeira; o Rev. Domiciano Avelino Macedo e, ainda, o Presb. Dr. Henrique Maurício Fanstone. 
A igreja rapidamente ratificou a eleição já realizada do primeiro conselho e da primeira junta diaconal, de forma que os presbíteros e diáconos foram ordenados e instalados em seus ofícios. 
O primeiro pastor empossado foi o Rev. Augusto José de Araújo no dia 28 de janeiro de 1962 e em 1966 a igreja aprovou seu estatuto.
É parte do ideal presbiteriano a difusão do conhecimento e educação, de forma que desde a fundação, as igrejas reformadas fundam escolas e faculdades em todo o mundo. 
Em 1988 a SIPG fundou o Colégio Evangélico Presbiteriano (Goiânia) no Bairro Finsocial que oferece o ensino fundamental, que continua em atividade atualmente.
No dia 28 de novembro de 1993, Devido a mudança no nome do Setor de “Vila Operária” para “Setor Centro Oeste”, a Assembleia da igreja decidiu em 28 de novembro de 1993 pela alteração dos estatutos da igreja e adotando Segunda Igreja Presbiteriana de Goiânia como denominação.

## Doutrina
Como uma igreja federada a Igreja Presbiteriana do Brasil a SIPG subscreve a Confissão de Fé de Westminster, Breve Catecismo de Westminster e Catecismo Maior de Westminster. É uma igreja reformada, confessional, calvinista e não ordena mulheres.

## A Segunda Igreja Presbiteriana de Goiânia hoje
A SIPG é atualmente uma das maiores igrejas presbiterianas de Goiânia e por meio do seu trabalho missionário foram fundadas as seguintes igrejas: Igreja Presbiteriana de Campinas (Goiânia); a Igreja Presbiteriana do Jardim América; a Igreja Presbiteriana Betânia e Igreja Presbiteriana Finsocial.
Atualmente a igreja mantém também duas congregações: Congregações Bairro da Vitória e Congregação Setor Bougainville.

### Pastor titular
O pastor titular da SIPG atualmente é o Reverendo João Batista Gomes Coelho.